# 彭德爾 (英國國會選區)
彭德爾（英語：Pendle），英國國會一自治市選區，位於英格蘭西北部蘭開夏郡東部，與彭德爾同域。
始於1983年。在2010年大選中保守黨的安德魯·史蒂文森以38.9%選票擊敗尋求連任、工黨的當區議員林賽·霍伊爾，為保守黨奪回失落十三年的選區。